# Иванчевич, Михайло
Михайло Иванчевич (серб. Михајло Иванчевић; род. 7 апреля 1999, Бачка-Топола, Воеводина) — сербский футболист, защитник клуба «Оденсе».

## Клубная карьера
Иванчевич — воспитанник клуба «Бродарац». В 2019 году он подписал контракт с «Пролетером», но так и не дебютировал за основной состав. Летом 2019 года Иванчевич перешёл в «Спартак» из Суботицы. 11 августа в матче против своего бывшего клуба «Пролетер» он дебютировал в сербской Суперлиге. В начале 2022 года Иванчевич перешёл в датский «Оденсе», подписав контракт на 3,5 года. 14 марта в матче против «Ольборга» он дебютировал в датской Суперлиге. 